# Кари Ахмадулла
Кари Ахмадулла — афганский государственный деятель, занимавший пост министра внутренних дел Афганистана в 1996 году. Также занимал пост главы службы разведки.
Он отвечал за подкуп антиталибских командиров, чтобы они дезертировали из рядов Северного альянса. Согласно Официальным данным Европейского союза Ахмадулла одновременно занимал еще должности министра безопасности и губернатора провинции Тахар.
В начале 2002 года было сообщено, что Ахмадулла был убит в ходе американских бомбардировок, однако эта информация не была официально подтверждена. Согласно расследованию Harper’s Weekly, в 2014 году Ахмадулла был жив.